# Chicinetă

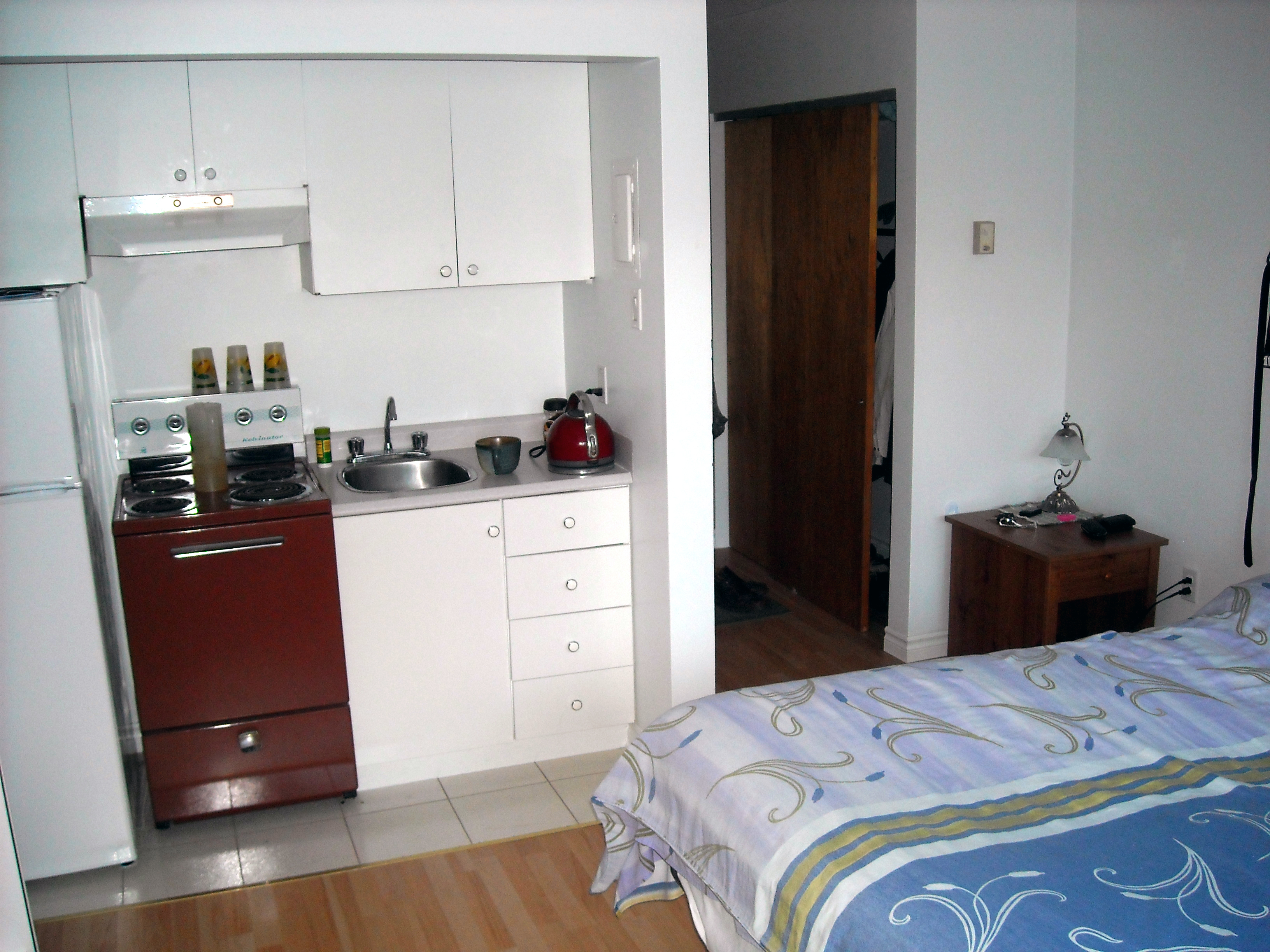
O chicinetă într-un apartament mic din Quebec, Canada

O chicinetă este o bucătărie cu dimensiuni foarte mici, și dotată numai cu aparatură esențială (aragaz, frigider, chiuvetă, fără suficient spațiu pentru o masă și scaune). Uneori se subînțelege că spațiul într-o chicinetă este atât de restrâns încât nu permite deplasarea nici măcar a unei singure persoane. Bucătarul (bucătăreasa) poate doar să stea în picioare înconjurat(ă) de toate cele necesare gătitului. Chicinetele se găsesc în general în apartamente cu suprafață foarte mică (garsoniere) sau în clădiri care nu sunt destinate locuirii (clădiri de oficii/birouri).

## Etimologie
Substantivul românesc chicinetă are o etimologie multiplă: 
1. un împrumut din engleză kitchen, „bucătărie” + sufixul -etă.[1] Cuvântul englez kitchen provine din latină cocina, variantă disimilată a substantivului latinesc coquina[2][3], coquinae,  „bucătărie”, care, la rândul său, este un derivat al verbului latin coquo, coquere, coxi, coctum[3], „a găti la foc (o mâncare)”, „a coace”, „a fierbe”, „a frige”.[4]
2. un împrumut din franceza americană, kitchenette (pronunțat: [kitʃe'nɛt]), „bucătărie mică”[5], care, la rândul său, este un derivat al cuvântului englez kitchen, cu etimologia acestuia expusă supra.